# 葵 (駆逐艦)
| ウェーキ島に接岸する第三十二号哨戒艇（葵、左）と第三十三号哨戒艇（萩、右） | |
| 艦歴                                                                       | |
| 計画                                                                       | 1917年度 |
| 起工                                                                       | 1920年4月1日 |
| 進水                                                                       | 1920年11月9日 |
| 就役                                                                       | 1920年12月20日 |
| その後                                                                     | 1940年4月1日哨戒艇編入、第三十二号哨戒艇と改名 1941年高速輸送艦に改造 1941年12月23日接岸強行擱座、放棄            |
| 除籍                                                                       | 1942年1月10日 |
| 性能諸元（計画）                                                           | |
| 排水量                                                                     | 基準：公表値 770トン 常備：850.00トン                                                                             |
| 全長                                                                       | 全長：290 ft 0 in (88.39 m) 水線長：280 ft 0 in (85.34 m) 垂線間長：275 ft 0 in (83.82 m)                         |
| 全幅                                                                       | 26 ft 0 in (7.92 m)または7.93m                                                                                    |
| 吃水                                                                       | 8 ft 0 in (2.44 m)                                                                                                |
| 深さ                                                                       | 16 ft 3 in (4.95 m)                                                                                               |
| 推進                                                                       | 2軸 x 400rpm 直径 8 ft 6 in (2.59 m)、ピッチ3.378m または直径2.565m、ピッチ3.353m                                 |
| 機関                                                                       | 主機：ブラウン・カーチス式オールギアードタービン(高低圧) 2基 出力：21,500shp ボイラー：ロ号艦本式缶(重油専焼) 3基 |
| 速力                                                                       | 36ノット |
| 燃料                                                                       | 重油250トン |
| 航続距離                                                                   | 3,000カイリ / 14ノット                                                                                            |
| 乗員                                                                       | 計画乗員 107名 竣工時定員 110名                                                                                   |
| 兵装                                                                       | 45口径三年式12cm砲 単装3門 三年式機砲 2挺 53cm連装発射管 2基4門 魚雷8本                                           |
| 搭載艇                                                                     | 内火艇1隻、18ftカッター2隻、20ft通船1隻                                                                           |
| 備考                                                                       | ※トンは英トン |

葵（あおい）は、大日本帝国海軍の駆逐艦で、樅型駆逐艦の10番艦である。1940年（昭和15年）4月1日、哨戒艇に類別変更。第三十二号哨戒艇に改称。1941年（昭和16年）12月22日、ウェーキ島上陸作戦で、接岸を強行して擱座し放棄された。

## 艦歴
1920年（大正9年）4月1日、神戸川崎造船所で起工。同年11月9日午前7時進水。同年12月20日竣工。
1937年（昭和12年）、日中戦争において華北沿岸の作戦に参加した。
1940年（昭和15年）4月1日、哨戒艇に類別変更。第三十二号哨戒艇に改称。
1941年11月20日に南洋部隊に編入され、太平洋戦争緒戦のウェーク島攻略作戦に参加した。
11月20日、呉発。サイパンを経て12月2日にルオットに到着。同日、ルオット発。タロアで陸戦隊を収容しルオットに戻った。
12月8日、ウェーク島攻略部隊（「第三十二号哨戒艇」の他、軽巡洋艦「夕張」、特設巡洋艦「金剛丸」、「金龍丸」など）とウェーク島攻略援護隊（軽巡洋艦2隻）はルオットから出撃した。
12月10日にウェーク島に到着。しかし波浪が高く艦の動揺のため特設巡洋艦「金剛丸」、「金龍丸」は大発を降ろせず、駆逐艦2隻も失い攻略部隊などはルオットに引き帰した。「第三十二号哨戒艇」と「第三十三号哨戒艇」は大発を降ろすことに成功し陸戦隊も移乗したが、避退命令が出たため陸戦隊は取り残されることになった。この陸戦隊は駆逐艦「睦月」に収容された。
ウェーク島攻略は兵力が増強され再び行なわれた。その際、攻略部隊では最悪哨戒艇を擱坐させてでも揚陸を行なうことに決め、了承を得た。攻略部隊などは12月21日にルオットから出撃。12月22日にウェーク島に到着した。「第三十二号哨戒艇」は大発を降ろすことに成功したが「第三十三号哨戒艇」は大発を降ろせず、擱坐上陸が決定された。「第三十二号哨戒艇」は12月23日0時30分に、「第三十三号哨戒艇」もその20分後くらいに擱坐し、陸戦隊を上陸させた。放棄された直後に「第三十二号哨戒艇」は海兵隊の対空砲により砲撃され破壊された。
1942年（昭和17年）1月10日に除籍。

## 艦長
※『日本海軍史』第9巻・第10巻の「将官履歴」及び『官報』に基づく。
艤装員長
- 千谷定衛 少佐：1920年11月20日 - 1920年12月20日

駆逐艦長
- 千谷定衛 少佐：1920年12月20日 - 1921年12月1日
- 斎藤直彦 少佐：1921年12月1日[20] - 1922年7月20日[21]
- 藤森清一朗 少佐：1922年7月20日 - 1922年8月19日
- （心得）志賀忠一 大尉：1922年8月19日[22] - 1922年12月1日[23]
- 志賀忠一 少佐：1922年12月1日[23] - 1923年5月1日[24]
- 平岡貞 少佐：1923年5月1日[24] - 1923年10月15日[25]
- 古賀七三郎 少佐：1923年10月15日[25] - 1924年11月1日[26]
- 岩原盛恵 少佐：1924年11月1日[26] - 1925年1月6日[27]
- 鈴木幸三 少佐：1925年1月6日 - 1925年4月20日
- 杉本宇市 少佐：1925年4月20日[28] - 1926年10月15日[29]
- 杉本道雄 大尉：1926年10月15日 - 1927年11月1日
- 板垣盛 少佐：1927年11月1日 - 1928年12月10日
- （兼）福原一郎 中佐：1928年12月10日[30] - 1929年11月30日[31]
- （兼）藤田俊造 少佐：1929年11月30日[31] - 1930年11月1日[32]
- 丸安金兎 大尉：1930年11月1日[32] - 1932年1月25日[33]
- 坂野弥三郎 少佐：1932年1月25日[33] - 1932年12月1日[34]
- 瀬戸山安秀 少佐：1932年12月1日 - 1933年11月1日
- 竹内虎四郎 大尉：1933年11月1日[35] - 1934年11月15日[36]
- 鈴木正明 少佐：1934年11月15日[36] - 不詳
- （兼）鈴木正明 少佐：不詳 - 1935年10月31日[37]
- 古賀弥周次 大尉：1935年10月31日[37] - 1938年1月8日[38]
- （兼）松原瀧三郎 少佐：1938年1月8日[38] - 1938年8月1日[39]
- （兼）吉田正一 少佐：1938年8月1日[39] - 1938年12月1日[40]
- （兼）工藤俊作 少佐：1938年12月1日[40] - 1939年1月20日[41]
- 柴山一雄 少佐：1939年1月20日[41] - 1940年1月25日[42]
- （兼）工藤俊作 少佐：1940年1月25日[42] -